# Alfonso Fraile
Alfonso Fraile Sánchez (Madrid, 15 gennaio 1960) è un ex calciatore spagnolo, di ruolo difensore.

## Palmarès

### Club

#### Titoli nazionali
- Coppa di Spagna: 2

Real Madrid: 1981-1982
Real Saragozza: 1985-1986
- Copa de la Liga: 1

Real Madrid: 1985

#### Titoli internazionali
- Coppa UEFA: 1

Real Madrid: 1984-1985